# Колацоне
Колацоне (итал. Collazzone) је насеље у Италији у округу Перуђа, региону Умбрија.
Према процени из 2011. у насељу је живело 392 становника. Насеље се налази на надморској висини од 461 м.

## Становништво
| 1936. | 1951. | 1961. | 1971. | 1981. | 1991. | 2001. | 2011. |
| ----- | ----- | ----- | ----- | ----- | ----- | ----- | ----- |
| 4.251 | 4.434 | 3.575 | 2.932 | 2.755 | 3.060 | 2.929 | 3.578 |